# Cuenca del río Loa
La cuenca del río Loa es el espacio natural comprendido por la cuenca hidrográfica del río Loa. Este espacio coincide con el espacio administrativo homónimo definido en el registro de cuencas de Chile con el número 021 que se extiende desde las vertientes occidentales de la cordillera de los Andes hasta su desembocadura en el océano Pacífico más el área de drenaje del río Silala que nace en Bolivia y convierte la hoya en una cuenca hidrográfica binacional. La parte chilena se subdivide en 3 subcuencas y 11 subsubcuencas con un total de 33084 km².

Cuenca hidrográfica del río Loa, la número 021, de 33.084 km².

## Límites y relieve

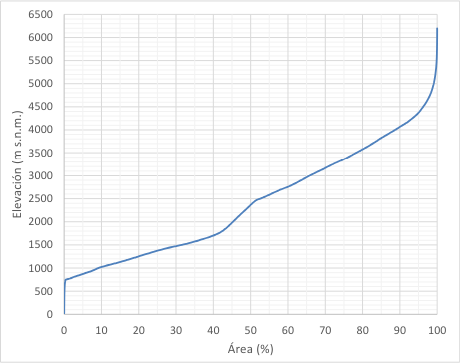
Curva hipsométrica de la cuenca del río Loa.

La cuenca o su río principal desemboca en la caleta Huelén: 123  y siguiendo el sentido de los punteros del reloj, la hoya limita al norte con la cuenca arreica del salar Grande (costero), con la Pampa del Tamarugal, aunque no hay claridad sobre el límite exacto en esta parte, y con algunas cuencas menores de las cuencas altiplánicas de Chile (ítem 010). Hacia el oriente se enfrenta a los salares de Ollagüe, Carcote y Ascotán y, más al sur, con los formativos del río Grande de Lípez. Su extremo oriental es la subcuenca del río Silala, que limita al este, ya en territorio boliviano, con cuencas endorreicas menores. Al suroriente deslinda con el salar de Atacama y derechamente al sur con la quebrada de los Arrieros de la cuenca de la quebrada de Caracoles. Por el oeste limita con las quebradas Ordóñez, Tames, Higueras, Seca e Iquine, todas ellas secas, costeras y pertenecientes al ítem 022 llamado cuencas costeras entre río Loa y quebrada de Caracoles.
Sus extremos alcanzan las coordenadas 20°52′ S, 22°57′ S, 68°OO′ O y 70°2′ O.: 123 
Los principales rasgos geomorfológicos presentes en la cuenca corresponden, de este a oeste, a la cordillera de los Andes, la precordillera con cerros de Poquis
(4.589 m s. n. m.), Pajonal (4.542 m s. n. m.), Yoca (4.537 m s. n. m.), Chuncullani (4.808 m s. n. m.) y Yabricoyita (4.896 m s. n. m.) y el cordón del Millo o Del Medio con altitudes sobre los 4.000 m s. n. m..: 4–4  La depresión entre ambas, que llamaremos aquí "Loa Alto", (la DGA la llama desafortunadamente "intermedia", que es el nombre dado a la larga depresión longitudinal de la geografía chilena). La depresión intermedia constituidas por sierras y pampas y la cadena occidental de volcanes que forman la cordillera de la Costa.: 88 
Un rasgo especial de esta cuenca es que su parte oriental está separada del centro por la cordillera del Medio, de faldeos suaves y cumbres poco prominentes, con elevaciones comprendidas entre 3600 a 4600 m s. n. m.: 123 
En cuanto a la morfometría, la cuenca presenta un perímetro de 1.226,5 km y un coeficiente de compacidad (o de Gravelius) igual a 1,86; La variación de altitud en función del área se refleja en la curva hipsométrica (a la derecha) en que se pueden distinguir 5 tramos:: 23 
El primero abarca desde el punto más bajo hasta los 700 m s. n. m. y corresponde al farellón costero; el segundo tramo llega hasta los 1.750 m s. n. m. con una pendiente constante; el tercero presenta una pendiente más pronunciada que el anterior y alcanza a los 2.500 m s. n. m.; el cuarto tramo presenta una pendiente relativamente constante, logrando una altura de 4.500 m s. n. m. y finalmente, las altas cumbres generan una pendiente muy pronunciada en el último segmento, alcanzando los 6.200 m s. n. m.
Es menester señalar que con un clima seco como el de la parte baja de la cuenca, son las alturas las que contribuyen con escorrentía superficial. La altitud media de la cuenca es de 2403 m s. n. m.

## Población y regiones

La distribución de las comunas en y en torno a la cuenca del río Loa. Las líneas azules delimitan las cuencas o ítems, las rojas las comunas y la verde las regiones. El límite 010-020 coincide con el de Tarapacá-Antofagasta.

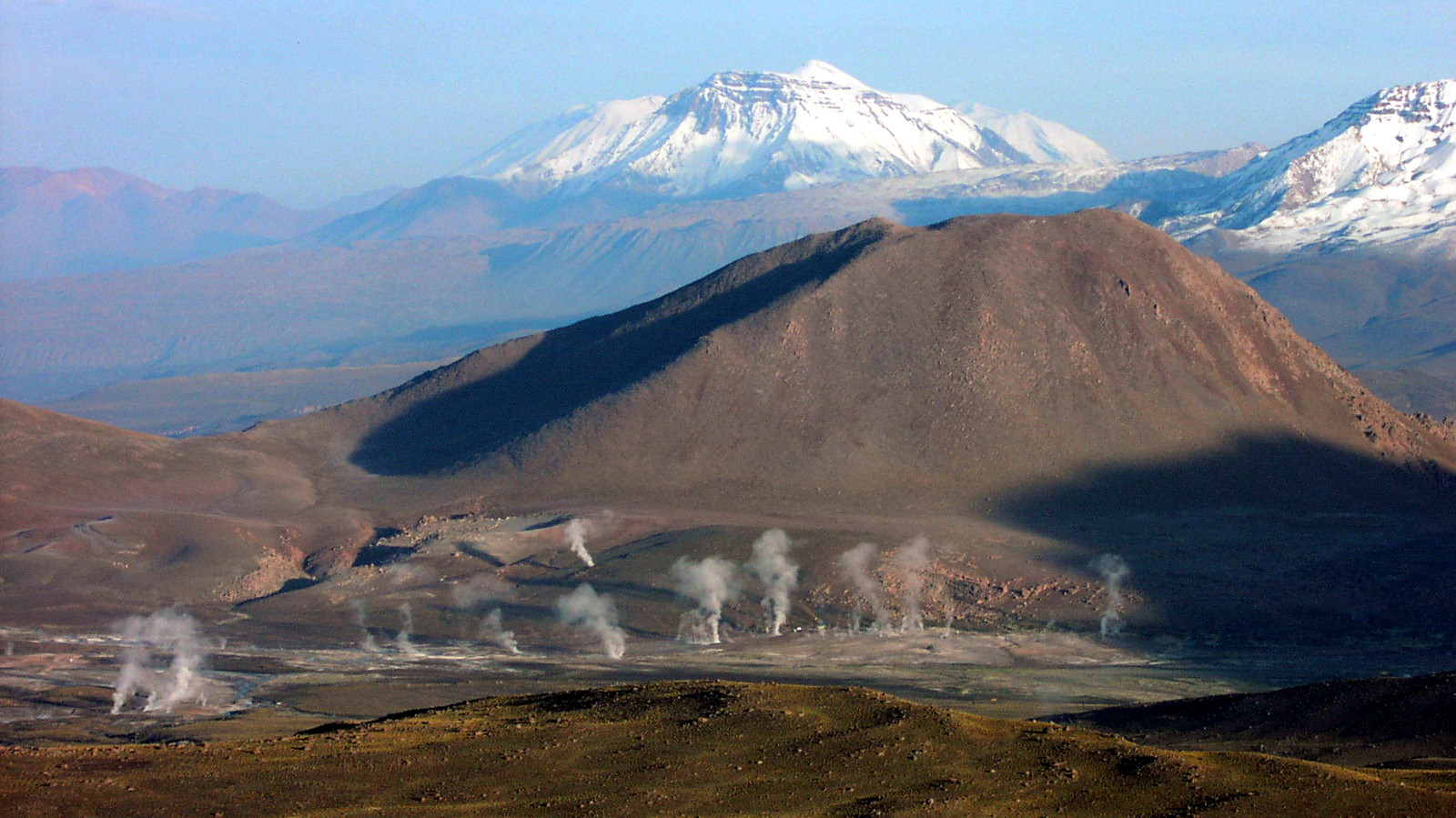
Los geiseres del Tatío son quizás uno de los paisajes mas conocidos de la cuenca.

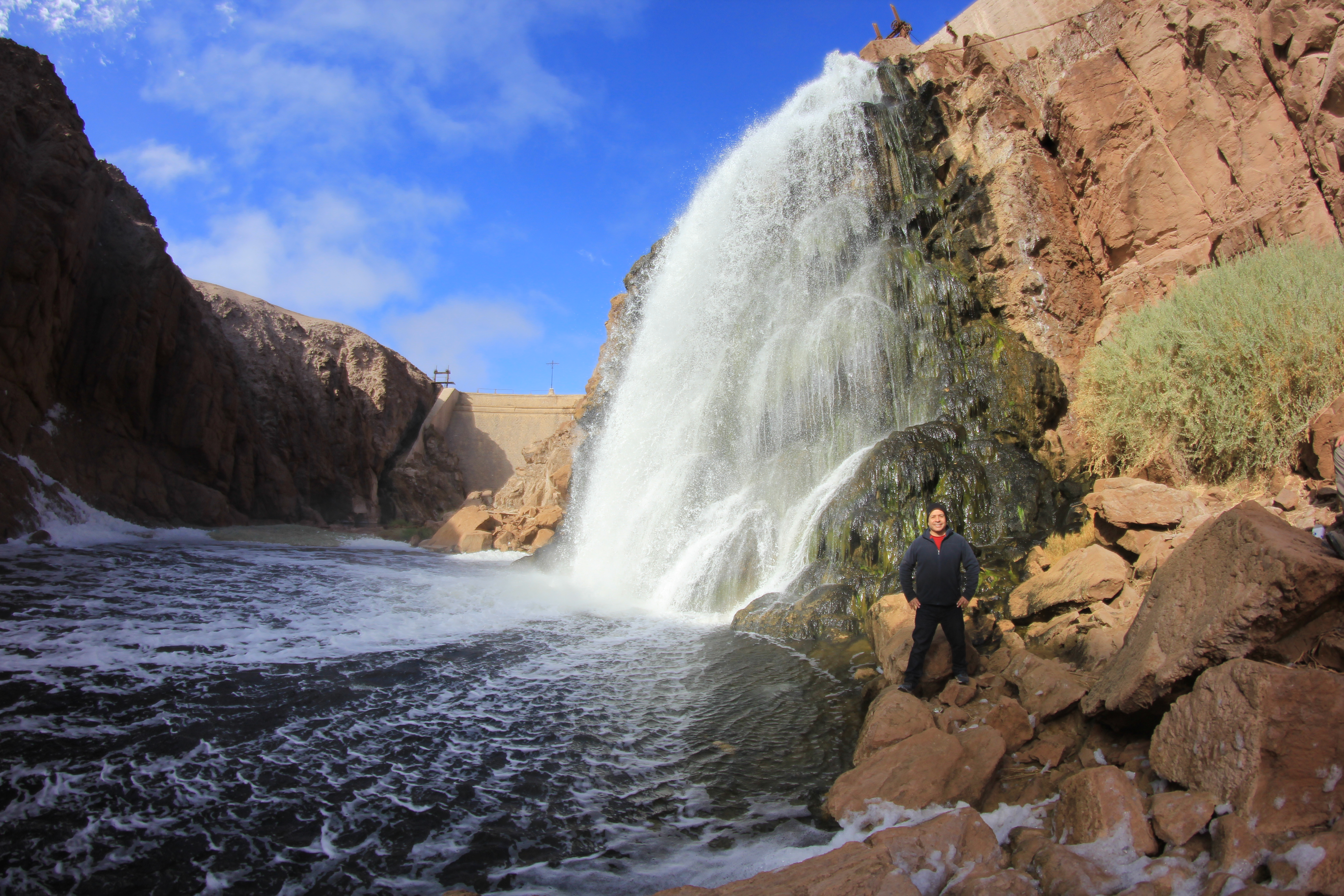
Rebalse del tranque Sloman.

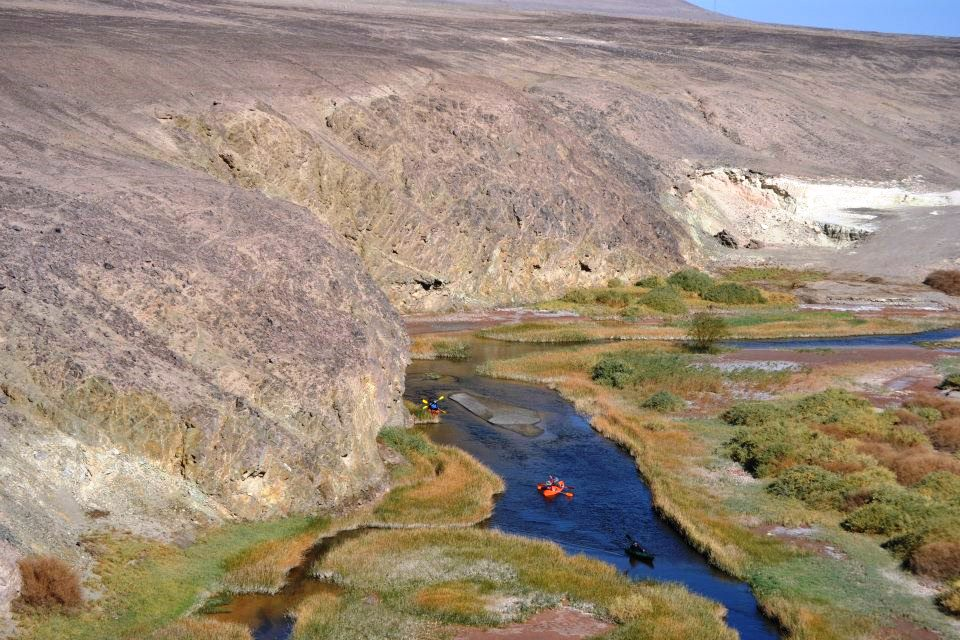
Navegación en Kajak, en la reserva nacional Alto Loa.

La parte norte de la cuenca, más precisamente la que esta al norte de la desembocadura del río Loa, pertenece a la Región de Tarapacá (18%) y el resto a la Región de Antofagasta (82%).
La cuenca comprende parte de las provincias de Iquique, Tocopilla y El Loa y las comunas de Iquique, Pozo Almonte, Pica, Tocopilla, María Elena, Calama y Ollagüe.
Las comunas de mayor importancia en la cuenca, según el número de habitantes en la comuna, son las siguientes:
| Nombre                              | Población comunal total en 2002 | Población comunal urbana en 2002 | Cauces asociados |
| ----------------------------------- | ------------------------------- | -------------------------------- | ---------------- |
| Calama                              | 138.402                         | 136.600                          | Río Loa          |
| Chuquicamata                        | 17.097                          | ND                               | San Salvador     |
| María Elena                         | 7.530                           | 7.412                            | Río Loa          |
| Oficina salitrera Pedro de Valdivia | 7.769                           | ND                               | Río Loa          |

## Subdivisiones
La Dirección General de Aguas subdivide o reúne las cuencas de Chile acorde a las necesidades de estudio y gestión. Existen dos inventarios que han logrado ser aceptados como principales, el inventario de cuencas del Banco Nacional de Aguas (BNA) de 1978, de mayor uso, y el inventario de cuencas del Departamento de Administración de Recursos Hídricos (DARH) de 2014 de mejor cartografía que ha obligado a redefinir algunos límites, a veces con cambios mayores, pero también por algunas redefiniciones del concepto de subcuenca.
Bajo el BNA el código del ítem es 021 y con el DARH es 0201.
La subdivisión del BNA es como sigue:
| Sub- cuenca                            | Subsub- cuenca | Aguas                                                                    | Área drenaje km² | Observaciones                                |
| -------------------------------------- | -------------- | ------------------------------------------------------------------------ | ---------------- | -------------------------------------------- |
| 021 Categoría:Cuenca del río Loa (021) |                |                                                                          |                  |                                              |
| 0210                                   | 02100          | Río Loa bajo junta Estero Chela                                          | 1481             |                                              |
| 0210                                   | 02101          | Río Loa Entre Estero Chela y Bajo Junta Quebrada de Hachas               | 864              |                                              |
| 0210                                   | 02102          | Río Loa entre Quebrada de Hachas y Río San Pedro                         | 1519             |                                              |
| 0210                                   | 02103          | Río San Pedro de Inacaliri                                               | 1056             | Cuenca se extiende en Bolivia con el Silala. |
| 0210                                   | 02104          | Río Loa entre río San Pedro y río Salado                                 | 924              |                                              |
| 0210                                   | 02105          | Río Salado (Loa)                                                         | 2288             |                                              |
| 0211                                   | 02110          | Río Loa entre Río Salado y río San Salvador                              | 3062             |                                              |
| 0211                                   | 02111          | Río San Salvador                                                         | 1804             |                                              |
| 0211                                   | 02112          | Río Loa entre Río San Salvador y Quebrada Amarga                         | 12859            |                                              |
| 0211                                   | 02113          | Salar de Llamara                                                         | 6685             |                                              |
| 0212                                   | 02120          | Río Loa entre Quebrada Amarga y Desembocadura                            | 542              |                                              |
| Totales:                               |                |                                                                          |                  |                                              |
| 3                                      | 11             | Región: I - II ((18 - 82)%) / Tipo: Exorreica / Desemb.: Océano Pacífico | 33084 km²        |                                              |

La disposición de cuencas en el inventario DARH es la siguiente:
| Código | Nombre                  | Código en mapa | Tipología de cuenca | Vertiente de cuenca | Origen de cuenca | Temperatura media anual (C°) | Temperatura máxima (C°) | Temperatura mínima (C°) | Precipitación anual (mm) | Número de estaciones fluviométricas | Número de estaciones pluviométricas | Área (km²)     |
| ------ | ----------------------- | -------------- | ------------------- | ------------------- | ---------------- | ---------------------------- | ----------------------- | ----------------------- | ------------------------ | ----------------------------------- | ----------------------------------- | -------------- |
| 0201   | Cuenca Río Loa          | Cuenca Río Loa | Cuenca Río Loa      | Cuenca Río Loa      | Cuenca Río Loa   | Cuenca Río Loa               | Cuenca Río Loa          | Cuenca Río Loa          | Cuenca Río Loa           | Cuenca Río Loa                      | Cuenca Río Loa                      | Cuenca Río Loa |
| 020100 | Río Loa y sus afluentes | 0              | Exorreica           | Pacífico            | Pluvial          | 12.4                         | 22.6                    | 1.3                     | 17.9                     | 32                                  | 12                                  | 20942.1        |
| 020101 | Pampa del Tamarugal     | 0              | Exorreica           | Pacífico            | Pluvial          | 13.4                         | 23.4                    | 2.8                     | 16.2                     | 1                                   | 3                                   | 7785.2         |
| 020102 | Río San Salvador        | 0              | Exorreica           | Pacífico            | Pluvial          | 11.9                         | 22.5                    | -0.0                    | 21.9                     | 2                                   | 1                                   | 1927.6         |
| 020103 | Río Salado              | 0              | Exorreica           | Pacífico            | Pluvial          | 7.7                          | 19.2                    | -6.0                    | 37.5                     | 10                                  | 11                                  | 2356.3         |
| 020104 | Río San Pedro           | 0              | Exorreica           | Pacífico            | Pluvial          | 4.2                          | 15.8                    | -10.1                   | 45.8                     | 9                                   | 5                                   | 1246.3         |
| 020105 | Río Chela               | 0              | Exorreica           | Pacífico            | Pluvial          | 3.6                          | 15.1                    | -10.3                   | 59.0                     | 0                                   | 0                                   | 308.7          |

## Hidrología

Diagrama unifilar de la cuenca del río Loa.

Solo el 20 % de la superficie de la cuenca contribuye a captar precipitaciones.: 1 

### Red hidrográfica
Los cuerpos de agua considerados en esta categoría son:
A estos cuerpos de agua se debe agregar algunos manantiales locales que brotan en la cuenca, como las que menciona Risopatrón en 1924:: 72 
- Barrera (Agua de). 22° 00' 69° 03' Se encuentra en la quebrada del mismo nombre; se ha proyectado llevarla por una cañería de 30 kilómetros de largo al mineral de Chuquicamata, que queda al SE. 116, p. 120 i 167; 97, mapa de Valdes (1886); i 156.: 72
- Chugchug (Aguada de) 22° 06' 69° 19'. Se encuentra al pié N de los cerros del mismo nombre, en la quebrada de la misma denominación, que desemboca en la pampa del Tamarugal. 97, mapa de Valdes (1886); 98, II, p. 530 i carta de San Román (1892); 131; i 156; i Chu-Chu en 132.[notas 1]

### Caudales y régimen
El régimen de caudales de la cuenca es pluvial y las crecidas obedecen a intensas lluvias de verano caídas en la alta cordillera en lo que se llama el invierno altiplánico.: 3–11 : 129 

### Calidad del agua
Los factores que disminuyen la calidad del agua pueden ser físicos, químicos y biológicos. Su importancia depende también del uso determinado: consumo humano, agua para animales, riego, recreación y estética y vida acuática. Los principales problemas de calidad de aguas en el país se refieren a aspectos de eutroficación, salinidad, contaminantes no convencionales (metales y metaloides) y contaminantes emergentes (fármacos, antibióticos, productos de limpieza de hogares, etc.).
Dada la cantidad de elementos que afectan la calidad, se ha hecho común medir algunos que representen varios problemas simultáneamente y elaborar gráficos que los reflejen en conjunto y de esta manera obtener una visión sinóptica de la calidad del agua, aunque la observación de cada uno de ellos es ineludible para el uso del agua.

### Glaciares
El inventario público de glaciares de Chile 2022 consigna un total de 104 glaciares en la cuenca. El área total cubierta es de 8,4 km² y se estima el volumen de agua almacenada en los glaciares en 0,069 km³.

### Humedales
El sitioweb del Ministerio del Medio Ambiente de Chile consigna dos humedales en la cuenca: en la desembocadura del río Loa y un humedal al este de Calama.

## Clima

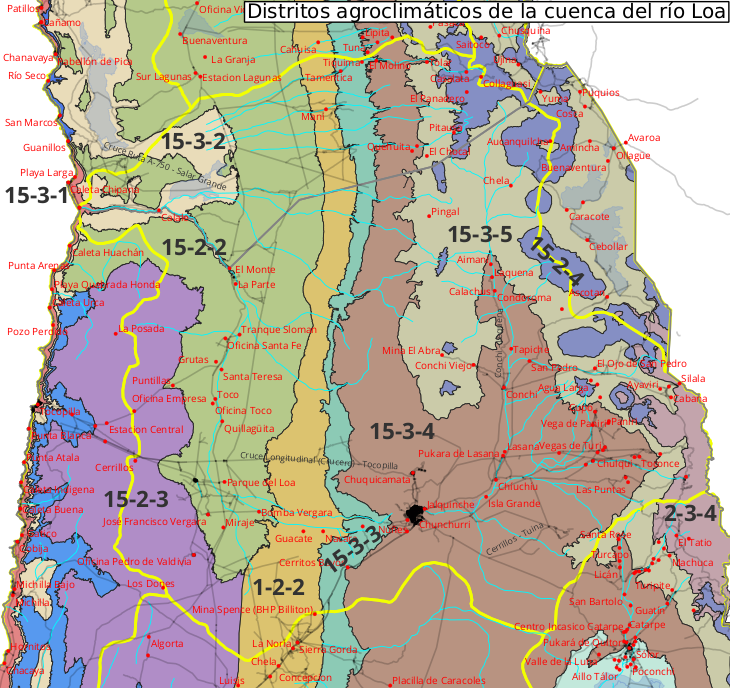
Distritos agroclimáticos en la cuenca del río Loa.

### Actividad industrial

Esquema de recursos superficiales del río Loa según H. Niemeyer, en la década de los 1980.